# Mar Sodupe
Mar Sodupe (* im 20. Jahrhundert) ist eine französische Schauspielerin.

## Karriere
Sodupe hatte Rollen in Fernsehserien wie beispielsweise Los misterios de Laura, Interpol oder Détectives. Im Spielfilm Zwei ungleiche Freunde (2005) spielte sie die Rolle der Julia Marquez. In der Liebeskomödie Kann das Liebe sein? (2007) verkörperte sie die Lola. Im Horror-Thriller Shiver – Die düsteren Schatten der Angst (2008) agierte sie als Julia. 

## Filmografie (Auswahl)
- 1998: Shampoo Horns
- 1998: En plein cœur
- 1999: Mauvaise passe
- 2000: Fais-moi rêver
- 2000: Toreros
- 2001: Electroménager
- 2001: De l’amour
- 2001: Tel épris (Fernsehfilm)
- 2003: Jusqu’au bout de la route (Fernsehfilm)
- 2003: Zeit der Vernunft (L’âge de raison, Kurzfilm)
- 2004: Inguélézi
- 2004: Atomik Circus – Le retour de James Bataille
- 2005: Worte in Blau (Les mots bleus)
- 2005: Zwei ungleiche Freunde (Je préfère qu’on reste amis)
- 2005: Olé!
- 2006: La faute à Fidel!
- 2006: Manche mögen’s reich (Quatre étoiles)
- 2007: Kann das Liebe sein? (Je crois que je l’aime)
- 2008: Wenn wir zusammen sind (Mes amis, mes amours)
- 2008: Shiver – Die düsteren Schatten der Angst (Eskalofrío)
- 2009: Frères de sang (Fernsehfilm)
- 2009: Hierro
- 2010–2012: Interpol (Fernsehserie, 13 Episoden)
- 2012: Alyah
- 2013: Détectives (Fernsehserie, Episode 1x07)
- 2014: Les nuits d'été
- 2014: Verstehen Sie die Béliers? (La famille Bélier)
- 2016: Bajo sospecha (Fernsehserie, 13 Episoden)
- 2016: Cannabis (Fernsehserie, 6 Episoden)
- 2017: Sé quién eres(Fernsehserie, 15 Episoden)
- 2018: Félix (Fernsehserie, Episode 1x04)
- 2018: Die unglaubliche Reise des Fakirs, der in einem Kleiderschrank feststeckte (The Extraordinary Journey of the Fakir)
- 2018: Nurejew – The White Crow (The White Crow)
- 2019: La caza (Fernsehserie, 8 Episoden)
- 2024: Nina
- 2024: El laberinto. La guerra secreta de España